# Baai van de Authie
De Baai van de Authie (Frans: Baie d'Authie) is een natuurgebied dat zich ten zuiden van de stad Berck bevindt.
Het betreft het estuariumgebied van de Authie, een van de Picardische estuaria, dat tussen 1986 en 2003 gedeeltelijk werd aangekocht door het Conservatoire du Littoral. Het ligt in het regionaal natuurpark Parc naturel marin estuaires picards et de la mer d'Opale.
Er zijn drie belangrijke biotopen: het zoutmoeras (mollière), het strandgebied en de duinen.

## Flora
Kenmerkende plantensoorten zijn: Iris foetidissima, de kruisdistel, zandhaver, kruipend moerasscherm en de groenknolorchis. In de vochtige duinpannen groeit watermunt en vleeskleurige orchis.
In het zuidelijk deel van dit gebied vindt men polders met vochtminnende plantengroei.

## Fauna
In het gebied, dat rijk is aan voedsel, komen tal van vogelsoorten, vooral watervogels, voor. Verder werden 29 vissoorten waargenomen in 2006. Van de zoogdieren kunnen de gewone zeehond en de grijze zeehond worden genoemd. De rugstreeppad is een van de amfibiesoorten die er wordt waargenomen.

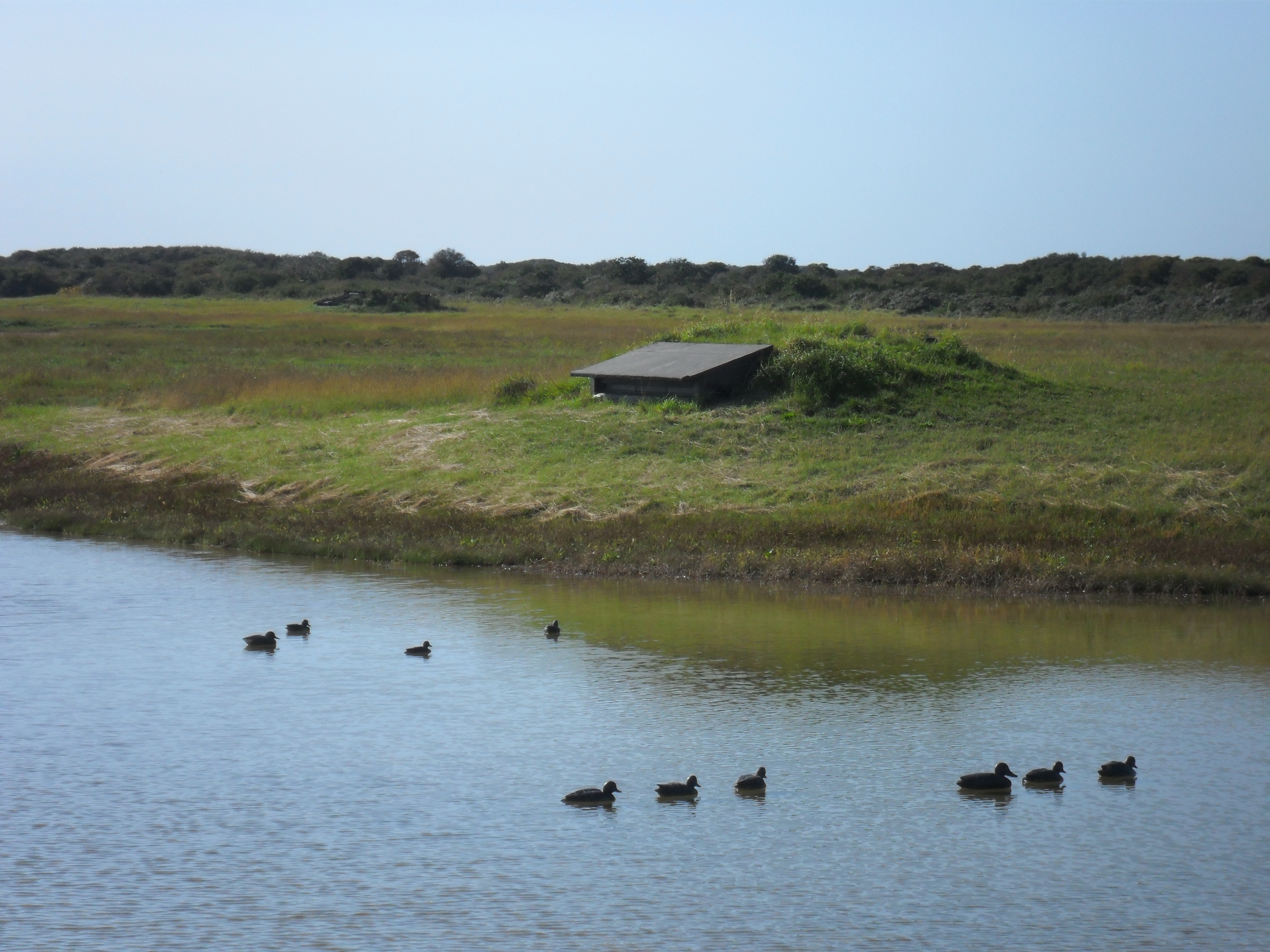
Watervlakte
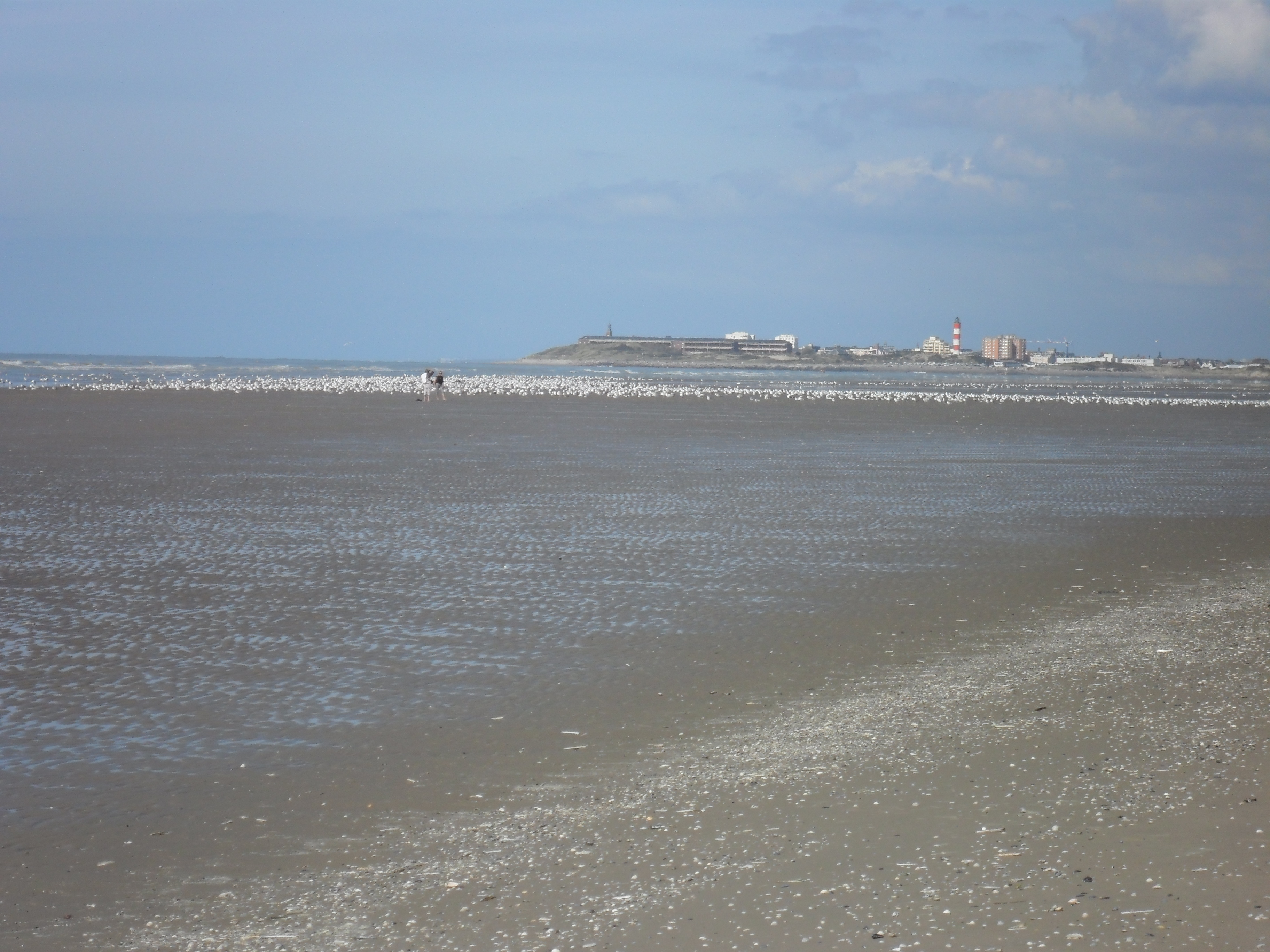
Berck-sur-mer
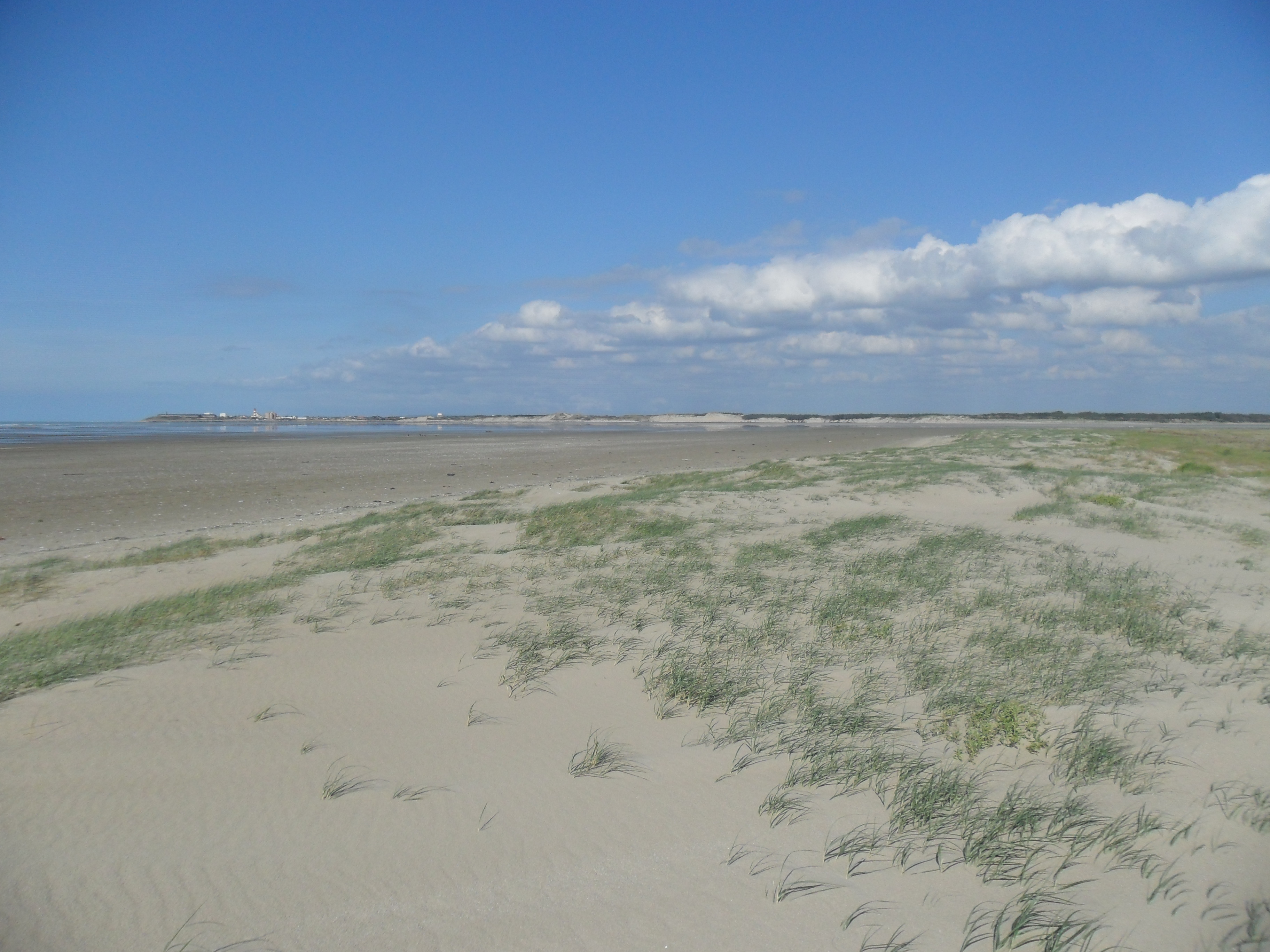
Zeereep bij de baai
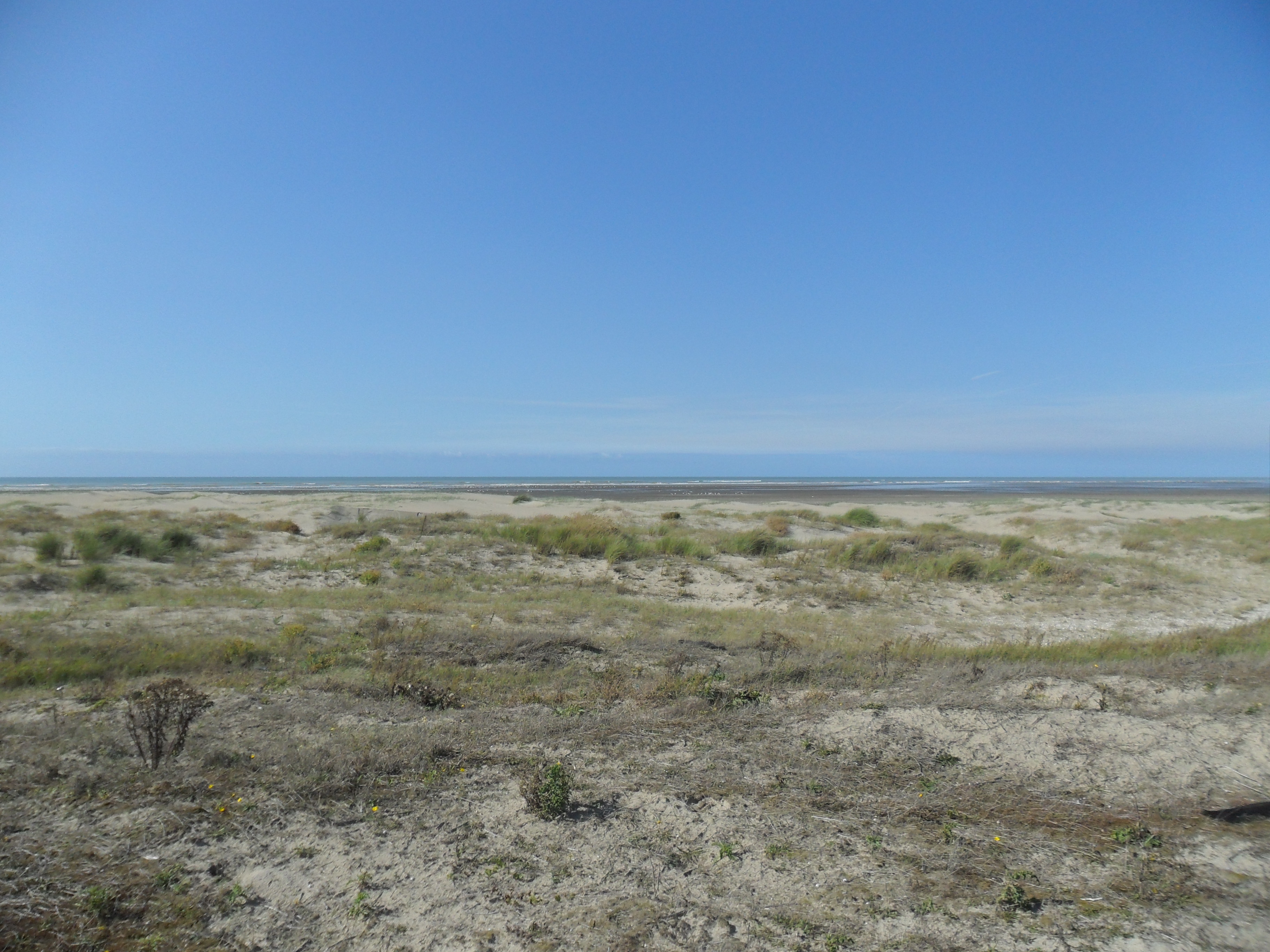
Zandduin bij de baai